# Saint-Aubin-des-Coudrais

Saint-Aubin-des-Coudrais este o comună în departamentul Sarthe, Franța. În 2009 avea o populație de 961 de locuitori.